# Diga di Gebidem
La diga di Gebidem è una diga ad arco situata in Svizzera, nel Canton Vallese, sul confine dei comuni di Naters e Riederalp.

## Descrizione
Ha un'altezza di 122 metri e il coronamento è lungo 322 metri. Il volume della diga è di 228.000 metri cubi.
Il lago creato dallo sbarramento, il Gebidemsee ha un volume massimo di 9,2 milioni di metri cubi, una lunghezza di 1,4 km e un'altitudine massima di 1437 m s.l.m. Le acque provengono in gran parte dal ghiacciaio dell'Aletsch. Lo sfioratore ha una capacità di 350 metri cubi al secondo. Quando l'acqua nel lago è troppa, esce in modo spettacolare (poco sotto il coronamento) dallo sfioratore.
Le acque del lago vengono sfruttate dall'azienda Electra Massa SA di Naters.